# Église Saint-Vincent de Fourques
Pour les articles homonymes, voir église Saint-Vincent.
L'église Sainte-Vincent de Fourques est une église préromane en ruines située à Fourques, dans le département français des Pyrénées-Orientales.

## Localisation
L'église Saint-Vincent est située sur la commune de Fourques, dans le département français des Pyrénées-Orientales. Elle se trouve à 200 m au nord-est du village.
| \| Église Saint-Vincent de Fourques \| Situation par rapport aux sites préromans des Pyrénées-Orientales. |
| Église Saint-Vincent de Fourques                                                                          |

## Histoire
L'édifice est construit au Xe siècle ou XIe siècle. Le premier texte connu à le mentionner est daté de 1339. En 1982, les vestiges restants sont inscrits au titre des monuments historiques.

## Architecture
Le plan de l'église est habituel pour les églises préromanes du Roussillon : un petit édifice de 11,65 m de long comportant une nef et une abside trapézoïdale. L'axe du chevet est décalé par rapport à celui de la nef. L'abside est couverte d'une voûte en berceau outrepassé. L'arc triomphal séparant la nef de l'abside est également outrepassé. La couverture de la nef s'est effondrée. Une porte se trouve au sud. L'édifice possédait peut-être une autre ouverture à l'ouest.